# Cereus speciosissimus
Cereus speciosissimus là một loài thực vật có hoa trong họ Cactaceae. Loài này được (Desf.) DC. mô tả khoa học đầu tiên năm 1828.